# Chaetocnema rahlensis
Chaetocnema rahlensis (лат.) — вид жуков-листоедов (Chrysomelidae) рода Chaetocnema трибы земляные блошки из подсемейства козявок (Galerucinae). Южная Азия: Индия (Rahla, Upper Beas Vally).

## Описание
Длина тела 2,4 мм, ширина 1,2 мм. Переднеспинка и надкрылья одноцветные бронзоватые. Голова гипогнатная (ротовые органы направлены вниз). От других видов рода отличается размером, формой тела и строением гениталий самцов. Фронтолатеральная борозда отсутствует. Кормовые растения неизвестны.
Средние и задние голени с выемкой на наружной стороне перед вершиной. Лобные бугорки не развиты. Переднеспинка с базальной бороздкой. Вид был впервые описан в 1960 году по материалам из Индии. Валидный статус был подтверждён в 2011 году в ходе ревизии палеарктической фауны рода Chaetocnema, которую провели энтомологи Александр Константинов (Systematic Entomology Laboratory, USDA, c/o Smithsonian Institution, National Museum of Natural History, Вашингтон, США), Андрес Баселга (Andrés Baselga; Departamento de Zoología, Facultad de Biología, Universidad de Santiago de Compostela, Santiago de Compostela, Испания), Василий Гребенников (Ottawa Plant Laboratory, Canadian Food Inspection Agency, Оттава, Канада) с соавторами (Jens Prena, Steven W. Lingafelter).